# 阿西乐特快号列车
是一條由美鐵經營、在美國最大都市圈所在的東北走廊路線上行駛的动力集中式高速铁路列车，從華盛頓特區至波士頓，途經巴爾的摩、費城和紐約。
Acela特快是西半球最快的鐵路服務，最高時速約每小時150英里（每小時240公里），使用擺式列車的技術。但由於東北走廊本線歷史悠久，基礎設施老化，加上與普速长途列車、區域通勤車、貨運列車共線，導致平均時速僅有72英里（每小時110公里），僅為營運最高速的56%。從波士頓到首都華盛頓456英里（约730公里）的全程至少需耗時6.75小時。即便如此，Acela特快深受東北走廊的商務旅客及觀光旅客青睞，2024年共有超过323万名旅客搭乘（仅次于普速東北區域號），而车票收入也占到了美铁总收入的21%。
這個名字来自于英文“加速”（acceleration）及“卓越”（excellence）兩字的糅合。Acela Express推出后，美鐵把東北走廊線上停靠較多站、速度較慢的車種也改名為，但因民眾印象中已把和其流線型列車組連接起來，以舊有車輛營運的車種同名為造成了困擾，於是美铁後來把Acela名專用於上，Acela Regional則改名為（東北區域號）。2019年9月去掉“Express”，仅保留名称。

## 起源和歷史

### 背景
自日本新幹線開通以來，高速鐵路的概念在各國引起震動。作為傳統鐵路大國的美國也不甘落後。1965年高速地面運輸法案通過後，美國政府開始論證建設高速鐵路的事宜，其中之一就是資助當時的賓夕法尼亞鐵路在東北走廊線開通了城際快車（Metroliner）。1980年代，美國聯邦鐵道管理局開始規劃美國高速鐵路，1991年，根據“多模式地面交通增效法案”，鐵道管理局規劃了5條未來高速鐵路線路，並與次年對公眾公開，並向國會申請資金用於進一步建設。
作為美國全國城際鐵路客運的唯一承運商，美國國鐵同時開始求購新型車輛設備用於高速鐵路。1992年10月至次年一月，一組瑞典鐵路的X2000型電車組在東北走廊進行測試，並與1993年進行了7個月的載客試運營。為搶占市場，西門子將一列ICE-1運至美國，於1993年7月3日在東北走廊線上展示運行。通過兩次試驗，美國國鐵初步掌握了高速鐵路的運行，并根據自身特點提出了進一步的要求。

## 列車構造

### 列車設計

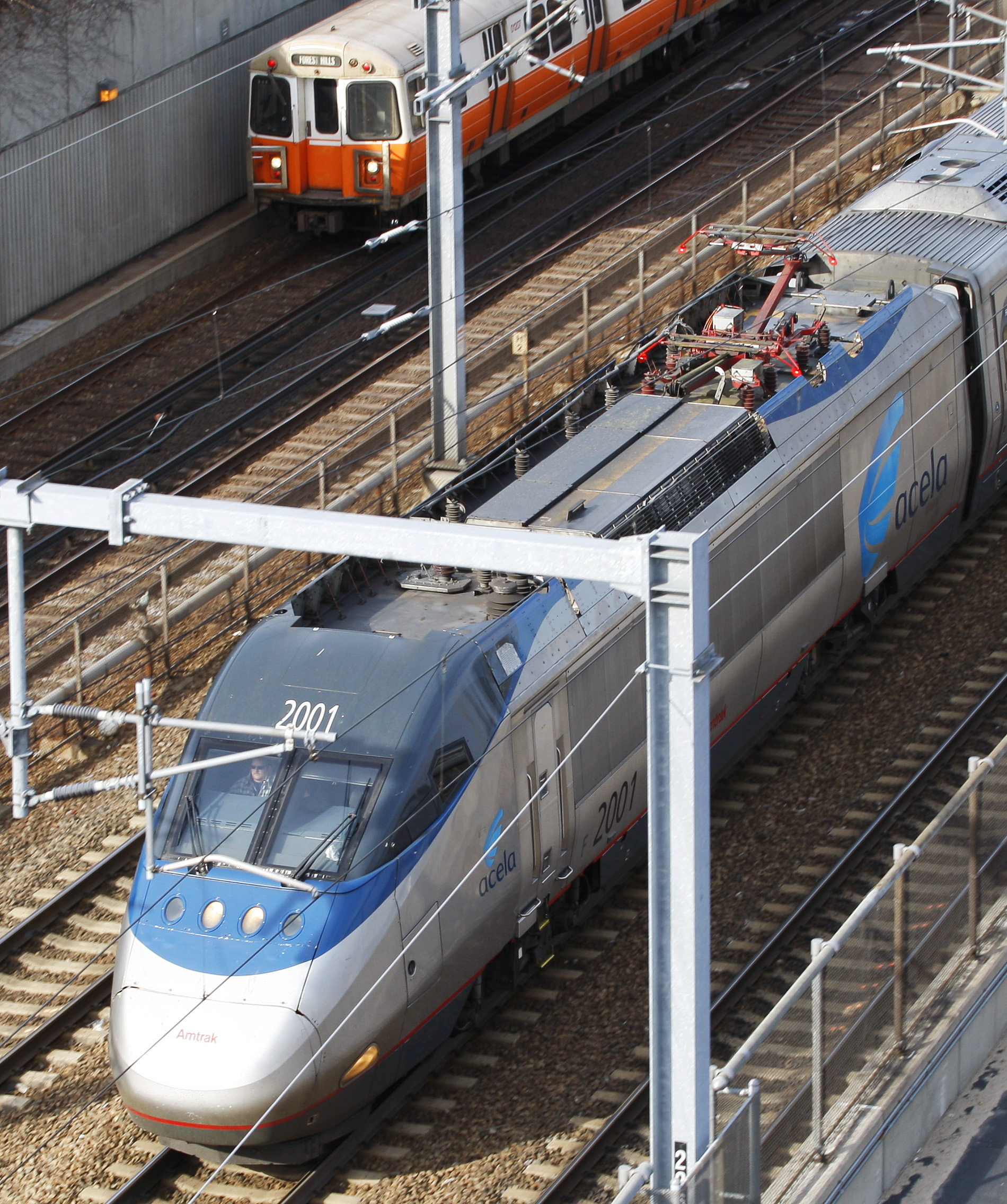
俯視 Acela 列車的機車；後方列車為波士頓馬薩諸塞灣交通局橘線列車。

Acela列車的設計與世界其他地方的高速鐵路不同的地方在於符合美國政府對於客車的一些特殊規定，例如車廂與貨運列車碰撞時車體不致潰縮，因此車廂需用使用更多的鋼鐵，重量也更重。其他國家的高速鐵路系統著重於以現代化的信號與電腦控制系統避免列車發生碰撞。
許多參與Acela列車投標的廠商無法達到結構要求，結果使得生產列車的價格與複雜度升高，廠商也需要修改許多設計以符合標準要求。最後只有ABB（X2000）、西门子（ICE）、庞巴迪（LRC列車製造商）與阿尔斯通（TGV）合組的聯盟等三家廠商符合資格。
雖然列車的設計上與法國的TGV相似－－包括推拉式機車的6200匹馬力（4600 kW）、使用電壓為11000伏特交流電，頻率為25或60赫茲，但只有少部分零件是直接取自TGV。這些零件包括來自第三代TGV的牽引系統（每部機車四個非同步交流馬達、整流器、變流器、再生制動系統）、轉向架、煞車碟盤（但每軸只有三個，TGV則是每軸四個），以及意外發生時控制結構變形的碰撞能量管理技術（crash energy management technique）等。
列車的傾斜系統基本上來自維亞鐵路先前由龐巴迪製造的LRC列車，而非TGV的非傾斜式關節式轉向架。Acela的機車要比TGV的重得多，以符合美國聯邦鐵路管理局的碰撞標準。基於1999年採行的Tier II碰撞標準，列車設計時也取消了暗門階梯，因此本型列車僅能行駛於車站月台為高階月台的路線，例如東北走廊。Acela列車的編組基本上是固定不變的，因此被稱為列車組。之後龐巴迪利用了Acela列車的設計以及柴油／燃氣渦輪動力車，造出了實驗性的JetTrain。

### 營運時速
阿西樂特快車的齒輪比為71：23，極速達每小時266，營運最高時速為240公里（在羅德島州、麻薩諸塞州的總長約55公里的三段路線可達此速率）。包括停車站，阿西樂特快車於紐約到華盛頓之間的表定時速為132.3公里，由紐約到波士頓之間表定時速為106公里。全程平均時速為113公里。

### 第二代列车
美铁引进阿爾斯通制造之埃維利亞自由號列車（Avelia Liberty）以取代旧型号，原定2021年投入营运，並計劃在2022年底之前淘汰所有第一代Acela列車，但截至2024年該款列車仍在測試中。

## 列車服務

### 列車編組
阿西樂特快列車的編組內含頭等車廂與商務車廂；商務車是其基本艙等。全編組包括兩部動力車，一部簡餐車，一部頭等車，四部商務車，為半永久式的編組。頭等車有44個座位，每排三個位置（1+2配置），另有四張配有座位的桌子。每編組有260個商務艙座位，每排四個座位（2+2配置），還有四張配有座位的桌子。商務艙訂位保證有位，但不對號。行李可置於座位下方，或放置於上方的置物架。列車有無障礙座位。每節車廂有一或兩個廁所，其中一間是無障礙廁所。鄰近頭等車的車廂是安靜車廂，乘客需放低聲量交談或使用電話。車廂之間有自動滑門以減低噪音。
| 車廂序號       | 1      | 2      | 3      | 4    | 5      | 6            | 7      | 8      |
| -------------- | ------ | ------ | ------ | ---- | ------ | ------------ | ------ | ------ |
| 席別           | 動力車 | 商務座 | 商務座 | 餐車 | 商務座 | 商務座（靜） | 頭等座 | 動力車 |
| 重量（美制噸） | 102.0  | 71.0   | 69.5   | 68.5 | 69.5   | 69.5         | 71.0   | 102.0  |
| 定員           | 0      | 65     | 65     | 0    | 65     | 65           | 44     | 0      |
| 設施           |        | 廁所   | 廁所   | 廁所 | 廁所   | 廁所         | 廁所   |        |

典型的美鐵列車乘務員包括一位司機員、一位車長，以及至少一位副車長。阿西樂特快車還有車上服務員，包括兩位頭等艙服務員與一位簡餐車服務員。除了在簡餐車提供餐飲服務以外，大多數列車還有服務員提供車內販售飲料服務。所有列車的頭等艙乘客都享有送餐到位服務。

## 大眾文化
该线路在微軟模擬列車中出现。